# Stazione di Sorengo
La stazione di Sorengo è una fermata ferroviaria della linea Lugano-Ponte Tresa a servizio dell'omonimo comune.

## Storia
L'odierna fermata fu aperta al servizio pubblico il 28 settembre 1980 al termine dei lavori per la costruzione del sottopassaggio ferroviario in zona Cisterna. La precedente fermata a servizio del paese fu infatti quella che poi fu identificata come Sorengo Laghetto. Fu spostata, perché ritenuta poco sicura e decentrata rispetto al resto del paese.

## Strutture e impianti
Il piazzale è composto dal solo binario di corsa della linea ferroviaria, mentre l'accesso all'utenza è garantito da una banchina accessibile sia da vicolo Cisterna sia dalla scalinata che porta in via Rino Tami.

## Movimento
La fermata è servita dai treni della linea S60 della rete celere ticinese, cadenzati con frequenza di quindici minuti nei giorni feriali e semioraria in quelli festivi.

## Servizi
- Biglietteria automatica